# Sauris pupurotincta
Sauris pupurotincta är en fjärilsart som beskrevs av Anthony C. Galsworthy 1999. Sauris pupurotincta ingår i släktet Sauris och familjen mätare. Inga underarter finns listade.